# Роваши (Милићи)
Роваши су насељено мјесто у општини Милићи, Република Српска, БиХ. Према попису становништва из 1991. у насељу је живјело 1.236 становника.

## Становништво
| Националност       | 1991.        | 1981.          | 1971.        | 1961. |
| Муслимани          | 1.236 (100%) | 1.112 (99,64%) | 796 (99,87%) |       |
| Срби               |              | 3 (0,26%)      |              |       |
| остали и непознато |              | 1 (0,08%)      | 1 (0,12%)    |       |
| Укупно             | 1.236        | 1.116          | 797          | '     |

| Демографија | Демографија | Демографија |
| Година      | Становника  | Становника  |
| ----------- | ----------- | ----------- |
| 1991.       | 1.180       |             |